# Boris Polevoy
Boris Nikolayevich Polevoy (tiếng Nga: Борис Николаевич Полевой) là bút danh của Boris Nikolayevich Kampov (tiếng Nga: Борис Николаевич Кампов). Ông là một nhà văn, nhà báo Liên Xô đã hai lần giành Giải thưởng Stalin cấp độ II về văn học - nghệ thuật (1947, 1949).

## Tiểu sử và sự nghiệp
Boris Polevoi (tên thật là Kampov Boris Nikolaevich) sinh ngày 17/3 năm 1908 tại Matxcơva trong một gia đình luật sư. Năm 1913, gia đình Polevoi chuyển đến Tver. Sau khi tốt nghiệp trung học và trường kỹ thuật, Boris Polevoi làm việc tại nhà máy dệt "Nữ vô sản" của thành phố Tver.
Năng khiếu viết lách của Polevoi xuất hiện khá sớm. Ngay từ năm 1922, khi còn đang là học sinh lớp Sáu, Polevoi đã đăng bài báo đầu tiên trên tờ "Sự thật Tver". Từ năm 1924, các bài báo về đời sống thành phố của cậu học trò này thường xuyên xuất hiện trên các tờ báo của thành phố Tver.
Năm 1928, B.N.Polevoi thôi việc ở nhà máy dệt và bắt đầu con đường hoạt động báo chí chuyên nghiệp. Anh viết bài cho các báo như Sự thật Tver, Sự thật vô sản, Smena....
Năm 1927, cuốn sách đầu tiên của Polevoi xuất bản tại Tver về thân phận những người "dưới đáy" mang tên "Hồi ức của một người sống gửi". Đây là cuốn sách duy nhất ký tên thật của Polevoi: B.Kampov. Bút danh Polevoi xuất hiện là do một biên tập viên yêu cầu nhà văn trẻ "dịch từ tiếng la tinh" họ Kampov (campus=поле=Pole) ra tiếng Nga.
Năm 1939, truyện vừa "Xưởng nóng" của Polevoi ra đời, viết về những người công nhân tại nhà máy toa xe Kalinin trong kế hoạch 5 năm lần thứ nhất.
Trong những năm của cuộc Chiến tranh vệ quốc vĩ đại, Boris Polevoi với tư cách là phóng viên báo Sự thật đã có mặt tại các điểm nóng, trong đó có mặt trận Kalinin (1942). Các sự kiện của cuộc chiến tranh đã được mô tả trong các bài báo của Polevoi. Chủ đề chiến tranh được ông nhắc đến trong hầu hết các cuốn sách như "Từ Belgorod đến Karpat" (1944), "Chuyện về một người chân chính" (1946), "Chúng tôi là người Xô viết" (1948), "Vàng" (1949-1950).
Năm 1949, Polevoi xuất bản cuốn tryện vừa "Trở về". Sau đó vào năm 1952, từ những ghi chép tại công trường xây dựng kênh Volgo-Donski, Polevoi đã viết một sê ri truyện ngắn trong tập "Những người cùng thời".
Năm 1958, Polevoi cho đăng tiểu thuyết "Hậu phương" viết về tinh thần lao động tận tụy của những người dân thành phố Kalinin trong cuộc Chiến tranh vệ quốc vĩ đại.
Trong sự nghiệp của Polevoi, các phóng sự (nhật ký) đường xa cũng đóng một vai trò quan trọng. Ông đã xuất bản "Nhật ký trên đất Mỹ" (1956); "30.000 dặm trên đất Trung hoa mới"...
Từ năm 1962-1981, Boris Polevoi là Tổng biên tập tạp chí Tuổi trẻ. Ông mất ngày 12/7/1981.

### Tác phẩm
- Chuyện một con người chân chính (1946)

## Vinh danh
- Giải thưởng Hòa bình quốc tế (1959)